# Егинды (Карагандинская область)
Егинды (каз. Егінді, до 2018 г. — Майоровка) — село в Нуринском районе Карагандинской области Казахстана. Административный центр сельского округа Егинды. Находится западнее реки Нура, примерно в 36 км к северо-северо-западу (NNW) от посёлка Нура, административного центра района, на высоте 375 метров над уровнем моря. Код КАТО — 355257100.

## История
Село основано в 1908 году на переселенческом участке Талдысай-2  немецкими переселенцами с Поволжья с наделением землей на 500 душ по 15 десятин на каждую . Было названо Майоровка в 1910 году при образовании сельского общества  в честь инициатора переселения — Карла Андреевича Майора. В 1961 году на базе колхоза имени Кирова был организован совхоз «Урожайный».

## Население
В 1999 году численность населения села составляла 1758 человек (869 мужчин и 889 женщин). По данным переписи 2009 года в селе проживало 1189 человек (579 мужчин и 610 женщин).